# Steven de Jong
 (octobre 2018).
Si vous disposez d'ouvrages ou d'articles de référence ou si vous connaissez des sites web de qualité traitant du thème abordé ici, merci de compléter l'article en donnant les références utiles à sa vérifiabilité et en les liant à la section « Notes et références ».
Steven de Jong, né le 26 juin 1962 à Scharsterbrug, est un réalisateur, producteur de cinéma, scénariste et écrivain néerlandais.

## Filmographie

### Réalisateur et producteur
- 1996 : De gouden swipe
- 2000 : De Fûke
- 2003 : De Schippers van de Kameleon
- 2005 : Kameleon 2[2]
- 2007 : Les Aventuriers du grand large[3]
- 2008 : Sniff the Dog and the Flying Phantom[4]
- 2008 : Sniff the Dog in Wartime[5]
- 2009 : The Hell of '63[6]
- 2010 : Schnüffel und das Geheimnis des Eisvogels[7]
- 2010 : Truffe et le château hanté[8]
- 2011 : Sniff the Dog in Wartime
- 2011 : Shadow & moi[9]
- 2013 : Leve Boerenliefde[10]
- 2014 : Stuk![11]
- 2017 : Spaak

### Scénariste
- 2006 : Doodeind de Erwin van den Eshof[12]